# All Out (2023)
All Out 2023 года — пятое крупное шоу рестлинга, проводимое под названием «All Out». Шоу запланировано на 3 сентября 2023 года и будет показано по системе PPV и интернет-PPV.
В четвёртый раз это шоу пройдет в Большом Чикаго, но впервые шоу проведут не в пригороде Чикаго Хоффман Истэйтс, а в центре города на арене Юнайтед-центр. Единственный раз All Out состоялось в другом городе из-за коронавируса в 2020 году.

## Организация шоу
Традиционно в конце лета / начале осени проводилось одно из четырёх PPV AEW под названием «All Out». В 2023 году число PPV AEW увеличили минимум до шести, и одно из них было назначено на конец лета: за неделю до «All Out» было назначено шоу под названием «All In». Организация «All Out» была устно подтверждена топ-менеджером AEW Мегой Парех, а официально проведение «All Out» было официально подтверждено.
Вместе с All Out в Чикаго на арене «Юнайтед Центр» на той же неделе пройдут также записи ТВ-шоу Dynamite и Rampage (в среду), а также Collision.
Также на неделе All Out в Чикаго состоится и фестиваль рестлинга Starrcast VI, где будут организованы встречи ветеранов с фанатами, а также шоу независимого рестлинга. В 2022 году Starrcast прошёл на неделе шоу WWE Summerslam (2022), а до того Starrcast проводился вместе с шоу AEW: All In (который по сути был организован теми, кто позже создаст AEW) в 2018 м, Double or Nothing, All Out и Full Gear 2019.

### Предыстория All Out
В 2018 году на уровне независимого рестлинга было проведено шоу под названием «All In». Его организовали группа рестлеров при поддержке промоушна Ring of Honor, и то шоу стало первым с 1993 года шоу рестлинга, организованном не WWE или WCW, на которое смогли продать более 10 тысяч билетов. Успех шоу привел к созданию нового американского рестлинг-промоушна All Elite Wrestling. При этом все авторские права на шоу All In, включая видео-запись шоу, остались у ROH. В AEW в схожие сроки ежегодно стали проводить шоу под названием All Out.
All Out считается одним из четырёх главных шоу AEW помимо Double or Nothing, Full Gear и Revolution.

### Арест Дэниела Уилера
18 августа появилась информация о том, что рестлер Кэш Уилер (настоящее имя Дэниел Уилер) был задержан за нападение на человека с огнестрельным оружием с отягчающими обстоятельствами. Он был помещён в полицейский участок, а дело передано в окружной суд. Причиной для ареста стал инцидент, произошедший 27 июля, ещё до того, как на All In был назначен матч при его участии. На момент ареста Уилер являлся действующим командным чемпионом AEW.

## Показ шоу
Шоу All Out можно будет смотреть на стриминговой площадке сайта Bleacher Report, а также в интернет-стриминге: на сервисах Bleacher Report, на FITE TV, ppv.com, а также на Youtube.

## Сюжеты и назначение матчей
Традиционно на шоу рестлинга участники проводят матчи, развивающие сюжеты и истории. Наиболее частый вид матча — противостояние положительного («фейс») и отрицательного («хил») персонажей. Подготовка матча и раскрытие сути конфликта происходит на телевизионных шоу — в случае AEW это Dynamite, Rampage и Collision.
28 мая на PPV Double Or Nothing (2023) Лучазавр при помощи Кристиана Кейджа выиграл Чемпионство TNT AEW у Вардлоу. Их матч-реванш состоялся на премьере ТВ-шоу Collision 17 июня Лучазавр одержал победу и в матче-реванше, а на шоу Battle of the Belts 15 июля защитил титул от Шона Спирса. 21 июля на Rampage Дарби Аллин выиграл батл-роял на двух рингах, заработав право на матч за Чемпионство TNT. На следующий день, 22 июля на Collision Кристиан и Лучазавр вступили в словесную перепалку с СМ Панком, которому вышел помочь Дарби Аллин. Он предложил встретиться в командном матче, в котором с Кристианом выступит Рикки Старкс. Вызов был принят, и команда Кристиана и Старкса победила: Старкс удержал Аллина. 11 августа на Rampage Лучазавр напал на Дарби Аллина после того, как тот победил Брайана Кейджа, и 12 августа на Collision Аллин ответил взаимностью, а потом бросил Кристиану вызов на матч на следующем Collision. Этот матч 19 августа выиграл Дарби Аллин, но Кристиан и Лучазавр после матча его побили. На шоу All In (2023) за неделю до All Out Аллин и Кристиан провели командный матч друг против друга. Аллин в компании Стинга победил Кристиана и его напарника Шейна Стрикленда в матче с гробами.
17 июня состоялась премьера нового ТВ-шоу AEW Collision, куда на постоянной основе перевели рестлеров Миро и Уилла Хоббса. После серии матчей на Collision 12 августа Хоббс продемонстрировал вещь, которую спасала его в тёмные времена, и которая нужна ему для успеха — Книга Хоббса. Он сообщил, что его следующая глава называется «Искупление», и это будет его матч против Миро. Болгарский рестлер вышел ответить на этот вызов, но был побит Хоббсом и его приспешниками Аароном Соло и Ником Коморото. Через неделю на Collision Миро принял вызов на словах, пообещав его нокаутировать, а затем заставить на себя молиться.
На шоу Double or Nothing в AEW вернулась рестлерша Крис Статландер, которая более полугода лечила тяжелую травму колена. Она бросила вызов Чемпионке TBS Джейд Каргилл, после чего победила её в быстром матче, прервав её чемпионство, которое длилось более 500 дней, и став новой Чемпионкой. В последующие несколько месяцев Статландер защитила титул несколько раз в матчах, которые назначались в результате простых брошенных вызовов оппоненток. Среди прочих она победила Найлу Роуз, Анну Джей, Таю Валькирию, Леди Фрост, Марину Шафир, Мерседес Мартинес. 25 августа на Rampage Статландер вмешалась в командный матч претенденток на Чемпионство AEW: она нейтрализовала Руби Сохо, которая пыталась помочь своим подругам по группировке Тони Шторм и Сарайе, взяв ту на плечи и унеся её из зала. Днём позже на Collision Сохо бросила Статландер вызов на матч на All Out, напомнив, что уже побеждала её, и с радостью сделает это снова. Статландер позже на том же шоу ответила на вызов, согласившись на матч. А свои действия в отношении Сохо она объяснила тем, что устала от вседозволенности Сохо и её подруг, напомнив, что она — чемпионка, и готова победить всех.
5 августа на ТВ-шоу AEW Collision Дакс Харвуд и Кэш Уилер защитили Командное чемпионство AEW от Большого Билла и Брайана Кейджа, после чего обратились к другой команде AEW «Янг Бакс», напомнив, что у них есть незаконченные дела, и предложив матч на All In. На Dynamite 9 августа Янг Бакс этот вызов приняли. Под незавершенными делами имелось в виду их противостояние, уходящее корнями в 2020 год. Рестлеры провели два матча друг против друга. Первый на Full Gear (2020) выиграли Баксы, а 4 апреля 2022 года на Dynamite ФТР взяли реванш. Третий матч команд снова пройдет за титулы: в первом Янг Бакс выиграли у ФТР чемпионство AEW, во втором ФТР защитили титулы ROH и AAA. 16 августа на Dynamite Янг Бакс победили братьев Ганнов, и те напали на Джексонов после поражения. ФТР спасли Бакс от избиения, показав, что нацелены на честную борьбу. После того, как на All In (2023) ФТР одержали победу, на последующем Dynamite 30 августа представители «Золотого Буллет Клаба» прервали их разговор и предложили матч 4х4 на All Out. Янг Бакс и ФТР согласились и приняли вызов.
7 июня на Dynamite Чемпион AEW МЖФ заявил, что у него больше нет оппонентов, и на эту его провокацию ответил Эдам Коул. Он получил право на матч за будущую титульную возможность, и этот матч состоялся на Dynamite 14 июня, завершившись вничью по истечении времени. 21 июня на Dynamite Коул обвинил МЖФа в том, что тот испугался его и не согласился на дополнительное время в их первом матче. В тот же день был назначен турнир за претендентство на Командное чемпионство, и часть команд в этом турнире была составлена из случайно собранных пар рестлеров. Одной из таких команд стали МЖФ и Эдам Коул. В течение следующих нескольких недель регулярно показывали сценки о том, как они пытаются сдружиться и понять друг друга лучше. Параллельно они выиграли четвертьфинал турнира (на Dynamite 5 июля у Мясника и Мэтта Ли), а затем и полуфинал (на Dynamite 21 июля у Большого Билла и Брайана Кейджа). Финал турнира был проведен в Бостоне на Dynamite 19 июля, МЖФ с Коулом победили Сэмми Гевару и Даниэля Гарсию, выиграв турнир. Свой матч за титулы они получили на Collision 29 июля, но командные чемпионы ФТР оказались сильнее, Дакс Харвуд удержал МЖФа, что стало первым удержанием МЖФа с июня предыдущего года. На юбилейном Dynamite 2 августа МЖФ вручил Коулу контракт на матч за титул, признав его право быть в мэйн-ивенте All In, а через неделю на Dynamite 9 августа Коул, посчитавший, что они с МЖФом всё же могут быть командой чемпионского уровня, бросил вызов на матч за титулы Ring of Honor их обладателям из команды Осси Опен. На Rampage 11 августа Кайл Флетчер и Марк Дэвис приняли этот вызов, и матч был утвержден на пре-шоу All In. На Dynamite 16 августа МЖФ и Коул продолжили сеансы тимбилдинга, а Осси Опен попытались на них напасть. В ответ Коул и МЖФ провели им все приёмы, которые они тренировали. На All In МЖФ и Коул одержали быструю победу, выиграв титулы, а в завершающем матче шоу МЖФ защитил Чемпионство от Коула. После матча рестлеры продемонстрировали, что их дружба всё ещё крепка. На последующем Dynamite 30 августа МЖФ и Коул объявили, что намерены защитить титулы ROH на All Out. Их оппонентов определили в тот же день на записях шоу Rampage, которое выйдет в эфир в пятницу 1 сентября. Батл-роял за претендентство выиграли Алекс Рейнолдс и Джон Сильвер из Темного порядка.

## Заявленные на шоу матчи
| №                                                          | Матч* | Условия                                         |
| ---------------------------------------------------------- | --- | ----------------------------------------------- |
| 1                                                          | Дарби Аллин (ч) пр. Лучазавр | одиночный матч за Чемпионство TNT AEW           |
| 2                                                          | Миро пр. Пауэрхаус Хоббс | одиночный матч                                  |
| 3                                                          | Крис Статландер (ч) пр. Руби Сохо | одиночный матч за Чемпионство TBS AEW           |
| 4                                                          | Орандж Кэссиди или Пентагон-младший (ч) пр. Джон Моксли | одиночный матч за Международное чемпионство AEW |
| 5                                                          | Кенни Омега пр. Коносукэ Такэсита | одиночный матч                                  |
| 6                                                          | Командные чемпионы AEW ФТР (Дакс Харвуд и Кэш Уилер) и Янг Бакс (Мэтт и Ник Джексоны) пр. Золотой Буллет Клаб (Джус Робинсон, Джей Уайт, Остин и Кольтен Ганны) | матч квартетов                                  |
| 7                                                          | МЖФ и Эдам Коул (ч) пр. Тёмный порядок (Алекс Рейнолдс и Джон Сильвер)                                                                                          | матч за Командное чемпионство Ring of Honor     |
| 8                                                          | Эдди Кингстон и Кацуёри Сибата пр. Бойцовский клуб Блэкпула Клаудио Кастаньоли и Уилер Юта                                                                      | одиночный матч                                  |
| - (ч) – чемпион на начало матча - * матчи могут измениться | |                                                 |